# Woodhouse (Leicestershire)
Woodhouse – wieś w Anglii, w hrabstwie Leicestershire, w dystrykcie Charnwood. Leży 12 km na północ od miasta Leicester i 155 km na północny zachód od Londynu.